# Norbornène
Le norbornène, norbornylène ou norcamphène est un hydrocarbure ponté de formule C7H10. C'est un solide blanc à l'odeur aigre piquante.
La molécule consiste en un cycle de cyclohexène avec un pont méthylène entre les carbone C-3 et C-6. Du fait de sa liaison double, elle subit une certaine contrainte cyclique et possède une réactivité significative.
Le norbornène a une structure semblable à d'autres composés bicycliques, le norbornadiène qui possède la même structure avec une liaison double supplémentaire, et le norbornane sans aucune liaison double.

## Synthèse
Le norbornène, comme beaucoup de ses dérivés, est synthétisé par réaction de Diels-Alder entre le cyclopentadiène et l'éthylène,.

## Réactions
Le norbornène subit une hydratation en milieu acide avec l'eau pour former le norbornéol (en).

## Applications
Le norbornène n'a pas beaucoup d'applications pratiques. Il est utilisé pour synthétiser des intermédiaires de composés pharmaceutiques, de pesticides, de certains parfums spéciaux et en synthèse organique en général. Combiné à l'éthylène, le norbornène réagit en formant un copolymère d'oléfine cyclique.

### Polynorbornènes
Les norbornènes sont d'importants monomères dans les polymérisations par ouverture de cycle par métathèse (ROMP) avec par exemple le catalyseur de Grubbs.
Les polynorbornènes sont des polymères avec de hautes températures de transition vitreuse et une grande transparence optique.
En plus des ROMP, le norbornène peut subir une polymérisation par addition-vinyle.